# 3625 Fracastoro
3625 Fracastoro este un asteroid din centura principală, descoperit pe 27 aprilie 1984.